# ریکسیولی (دهانه)
ریکسیولی یک دهانه برخوردی در ماه‌ است.

## دهانه‌های اقماری
این دهانه ۸ دهانه اقماری دارد.
| Riccioli | عرض جغرافیایی | طول جغرافیایی | قطر          |
| -------- | ------------- | ------------- | ------------ |
| C        | ۰.۶° N        | ۷۳.۰° W       | ۳۱.۰ کیلومتر |
| G        | ۱.۳° S        | ۷۱.۰° W       | ۱۵.۰ کیلومتر |
| F        | ۸.۶° S        | ۷۳.۹° W       | ۲۸.۰ کیلومتر |
| H        | ۱.۱° N        | ۷۴.۹° W       | ۱۸.۰ کیلومتر |
| K        | ۲.۲° S        | ۷۷.۵° W       | ۴۳.۰ کیلومتر |
| U        | ۵.۷° S        | ۷۲.۸° W       | ۹.۰ کیلومتر  |
| Y        | ۳.۰° S        | ۷۳.۲° W       | ۷.۰ کیلومتر  |
| CA       | ۰.۶° N        | ۷۳.۰° W       | ۱۴.۰ کیلومتر |